# Tomáš Rigo
Tomáš Rigo (* 3. července 2002 Poprad) je slovenský profesionální fotbalista, který hraje na pozici středního záložníka za český klub FC Baník Ostrava a za slovenský národní tým.

## Klubová kariéra
Rigo je odchovancem slovenského Popradu. V mládeži si zahrál na Slovensku i v Tatranu Prešov a Ružomberku.
V roce 2018 se přesunul do akademie pražské Slavie. Za slavistické áčko si připsal jeden start v lize, jednou střídal v utkání Evropské ligy proti Leverkusenu.
Sezóny 2021/22 a 2022/23 strávil na hostování v druholigové Vlašimi, v jejichž barvách si připsal v druhé lize a poháru 13 gólů a 8 asistencí.
Rigo se v červnu 2023 stal posilou ostravského Baníku. V Ostravě uzavřel smlouvu na tři roky s opcí na další dvě sezony. 6. srpna debutoval v dresu Baníku při prohře 1:3 s Viktorií Plzeň. 23. září se poprvé střelecky prosadil, a to při výhře 5:1 nad Zlínem.
V jarní části sezóny 2023/24 se stal stabilním členem základní sestavy Baníku a v březnu byl poprvé nominován do slovenské reprezentace.

## Reprezentační kariéra
Rigo je slovenským mládežnickým reprezentantem. V březnu 2024 byl poprvé trenérem Calzonou povolán do slovenské seniorské reprezentace.